# Quietula y-cauda
Quietula y-cauda  é uma espécie de peixe da família Gobiidae e da ordem Perciformes.

## Morfologia
- Os machos podem atingir 7 cm de comprimento total.[6]

## Reprodução
É ovíparo e os machos protegem os ovos.

## Habitat
É um peixe de clima subtropical e demersal.

## Distribuição geográfica
É encontrado no Oceano Pacífico  oriental: desde Morro Bay (Califórnia central, os Estados Unidos da América) até ao Golfo da Califórnia.

## Observações
É inofensivo para os humanos.